# The Flying Luttenbachers
The Flying Luttenbachers sind eine Fusionband, die Hardcore Punk, Death Metal und Free Jazz verbindet. Die 1991 in Chicago von Schlagzeuger Weasel Walter gegründete Gruppe bestand bis 2007 und ist seit 2017 wieder aktiv.

## Geschichte
Schlagzeuger Weasel Walter, der zunächst Punk und Heavy Metal spielte, war dort an die Grenze seiner Ausdrucksmöglichkeiten gelangt. Gemeinsam mit seinem Lehrer Hal Russell, der eigentlich Harold Luttenbacher hieß, und Chad Organ gründete er die Band. 1992 nahm sie ihr erstes Album Destructo Noise Explosion auf. Russell verließ dann die Band; an seine Stelle kamen Ken Vandermark und Jeb Bishop, die mit der Band erstmals bekannt wurden, bevor sie eine Karriere im Jazz machten. Nach eigenen Angaben wollte Walter gegen die Verlogenheit des alltäglichen Jazzbetriebes mit schwarzer Energie anspielen. Für eine Weile wandten sich die Flying Luttenbachers um 2000 mit dem Album Destroy All Music (wieder mit Vandermark) von der Noisemusik ab, um klassischen Free Jazz zu spielen. „Zwar rollt die Gitarre immer wieder Geräuschbänder aus schierem, weißem Rauschen aus, zwar scheinen sich zwei Saxophone pfeifend und skronkend über todesmetallischen Riffs in die Mikrophone zu erbrechen, zwar hat das Schlagzeug einen Schrottplatz-Stil entwickelt, bei dem die Eisenteile und Holzsplitter nur so durcheinanderfliegen. Aber zwischendurch gibt es immer wieder geradezu filigrane Frage-und-Antwort-Spiele der Instrumente, stehende Klangwellen voll hymnischer Inbrunst wie beim späten Coltrane und knackige Unisono-Teile, die den galoppierenden Wahnsinn präzise interpunktieren.“ Nach mehreren Umbesetzungen gehörte in dieser Zeit auch Cellist Fred Lonberg-Holm zur Band. 2003 verließ Weasel Walter Chicago und zog nach Oklahoma, wo er eine Besetzung mit Gitarre und Bass entwickelte.
2017 fand eine Frankreichtournée im Rahmen des Festivals "Sonic Protest" statt, eine weitere Tour ist für das Jahr 2019 geplant.

## Diskografie
- Live At WNUR 2-6-92 MC/CD (ugEXPLODE/Coat-tail, 1992)
- Constructive Destruction LP/CD (ugEXPLODE/Quinnah, 1994)
- Destroy All Music LP/CD (Chimp/ugEXPLODE/Skin Graft, 1995)
- Revenge LP/CD (ugEXPLODE/Skin Graft, 1996)
- Live in the Middle East MC (Chimp, 1996)
- Gods of Chaos CD (ugEXPLODE/Skin Graft, 1997)
- Retrospektiw III CD (ugEXPLODE/Quinnah, 1998)
- ...The Truth Is a Fucking Lie... LP/CD (ugEXPLODE/Skin Graft, 1999)
- Alptraum CD (ugEXPLODE/Pandemonium, 2000)
- Trauma 2LP (ugEXPLODE, 2001)
- Infection and Decline LP/CD (ugEXPLODE/Troubleman Unlimited, 2002)
- Retrospektiw IV CD (ugEXPLODE/MNTCIA, 2002)
- Systems Emerge from Complete Disorder LP/CD (ugEXPLODE/Troubleman Unlimited, 2003)
- The Void LP/CD (ugEXPLODE/Troubleman Unlimited, 2004)
- Spectral Warrior Mythos Volume 1 CD (ugEXPLODE, 2005)
- Cataclysm CD (ugEXPLODE, 2006)
- Incarceration by Abstraction CD (ugEXPLODE, 2007)
- Shattered Explosion CD (ugEXPLODE, 2019)
- Spectral Warrior Mythos 2  (ugExplode, 2015)

## Lexikalische Einträge
- Wolf Kampmann (Hrsg.), unter Mitarbeit von Ekkehard Jost: Reclams Jazzlexikon. Reclam, Stuttgart 2003, ISBN 3-15-010528-5.